# Costco

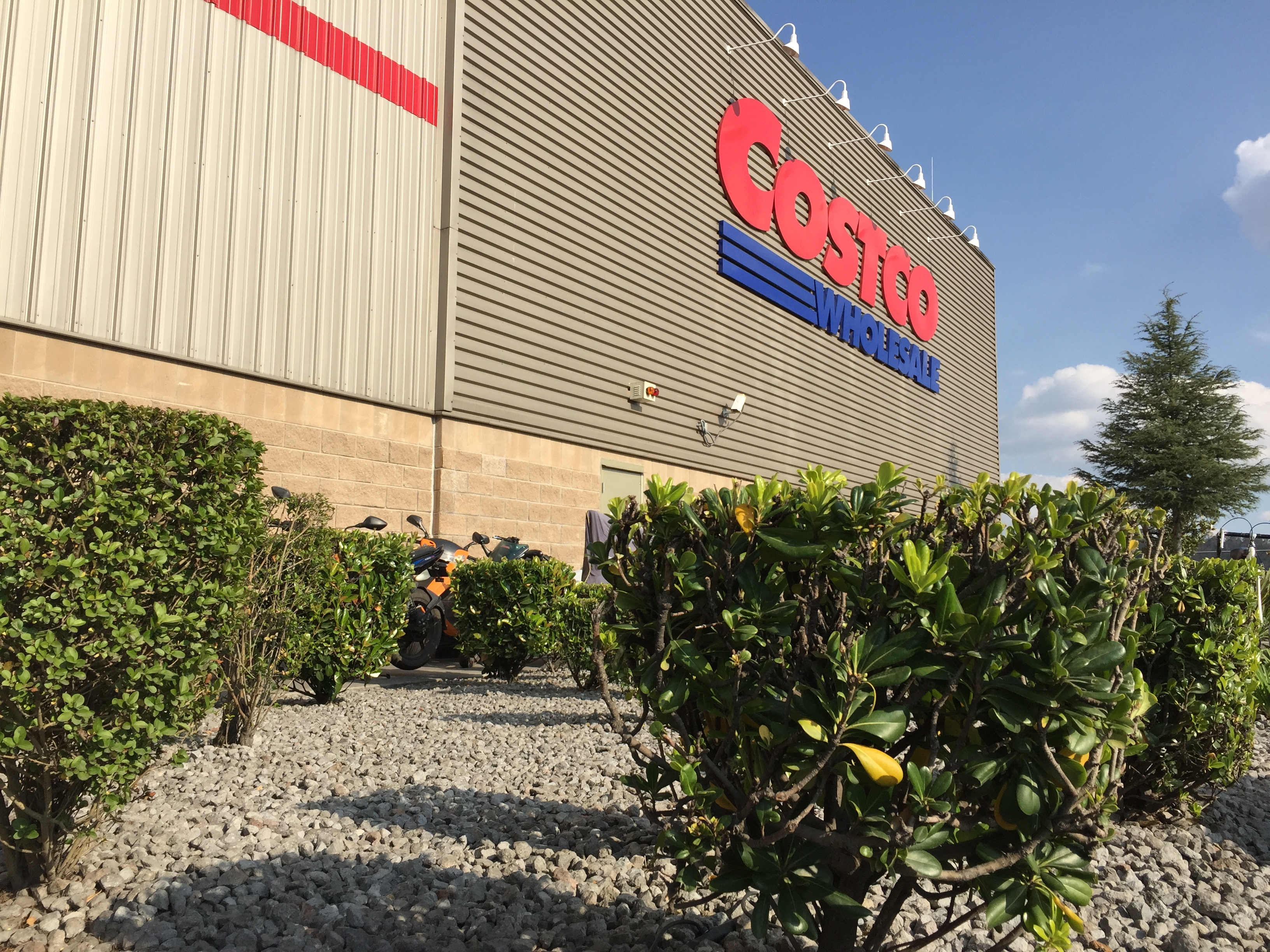
Costco ubicado en Metepec, Estado de México, México.

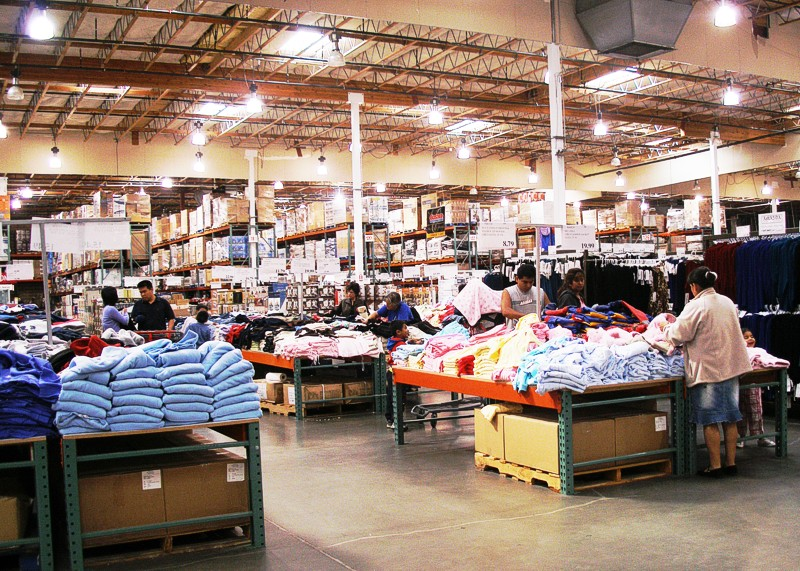
Típico interior de una tienda Costco en Mountain View, California.

Costco Wholesale Corporation o simplemente Costco (NASDAQ: COST) es la cadena tipo club de precios más grande en el mundo. Es la segunda cadena más grande del mundo en la categoría de comercio (desde 2014) después de Walmart y trasladando al tercer lugar a la francesa Carrefour; también es la quinta distribuidora minorista en los Estados Unidos.Esta cadena de supermercado se especializa en vender mucha cantidad de un producto a un menor precio del que estaría en otras tiendas. Y cuenta con su propia marca Kirkland.

## Historia
Fundada por James Sinegal y Jeffrey Brotman, Costco abrió su primer almacén en San Diego, California, en 1976. Sinegal había iniciado en el comercio minorista de trabajo para “Sol Price”, tanto en “FedMart” y “Price Club”. Brotman, un abogado de una antigua familia de la venta al por menor de Seattle, también había participado en la venta al por menor desde una edad temprana.
En 1992, gracias a la asociación de Price Club y Controladora Comercial Mexicana, se abre la primera sucursal Price Club en México, en Ciudad Satélite, al norte de la Ciudad de México.
En 1993, se fusionó con Costco Price Club (llamado 'Price Club' en la provincia canadiense de Quebec). Costco, en modelo de negocio y tamaño, es similar a Price Club, que fue fundada por Robert Precio Sol y en 1976 en San Diego (California). Por lo tanto, la compañía combinada, PriceCostco, fue efectivamente el doble del tamaño de cada uno de sus padres. Justo después de la fusión, había 206 lugares PriceCostco generando $ 16 mil millones en ventas anuales. PriceCostco fue inicialmente dirigida por ejecutivos de ambas empresas.
Antes de la fusión de Costco y Price Club en 1993, Wal-Mart y su fundador Sam Walton querían fusionar Sam's Club con Price Club.
El primer Price Club estaba ubicado en un viejo hangar de aviones, anteriormente propiedad de Howard Hughes, y está todavía en funcionamiento hoy en día (depósito de San Diego #401).
En 1997, la empresa cambió su nombre por el de Costco Wholesale.

## Costco en el mundo
La cadena, desde 2020, cuenta con:

Mapa de ubicaciones de Costco en el mundo

- 558 tiendas en 44 estados de los Estados Unidos y 4 tiendas en Puerto Rico.
- 102 tiendas en 9 provincias en Canadá.
- 43 tiendas en 21 estados de México.
- 29 tiendas en 3 naciones del Reino Unido.
- 27 tiendas en Japón.
- 16 tiendas en la Corea del Sur.
- 14 tiendas en Taiwán.
- 12 tiendas en Australia.
- 5 tiendas en España [7] situadas en Zaragoza, Getafe, Sestao, Las Rozas y Sevilla.[8]
- 1 tienda en Islandia.
- 2 tiendas en Francia.
- 2 tiendas en China.
- 1 tienda en Suecia.
- En 2022, abrió la primera tienda en Auckland, Nueva Zelanda.

En total, se sitúan 803 tiendas en todo el mundo.
En 2023, casi 2024, se inauguró la tienda más grande de la cadena, localizada en Hillsboro, Oregón, Estados Unidos.